# Lobocheilos
Lobocheilos is een geslacht van straalvinnige vissen uit de familie van karpers (Cyprinidae).

## Soorten
- Lobocheilos bo (Popta, 1904)
- Lobocheilos cornutus Smith, 1945
- Lobocheilos cryptopogon (Fowler, 1935)
- Lobocheilos davisi (Fowler, 1937)
- Lobocheilos delacouri (Pellegrin & Fang, 1940)
- Lobocheilos erinaceus Kottelat & Tan, 2008
- Lobocheilos falcifer Kuhl & van Hasselt, 1823
- Lobocheilos fowleri (Pellegrin & Chevey, 1936)
- Lobocheilos gracilis (Fowler, 1937)
- Lobocheilos ixocheilos Kottelat & Tan, 2008
- Lobocheilos kajanensis (Popta, 1904)
- Lobocheilos lehat Bleeker, 1858
- Lobocheilos melanotaenia (Fowler, 1935)
- Lobocheilos nigrovittatus Smith, 1945
- Lobocheilos ovalis Kottelat & Tan, 2008
- Lobocheilos quadrilineatus (Fowler, 1935)
- Lobocheilos rhabdoura (Fowler, 1934)
- Lobocheilos schwanenfeldii Bleeker, 1854
- Lobocheilos tenura Kottelat & Tan, 2008
- Lobocheilos terminalis Kottelat & Tan, 2008
- Lobocheilos thavili Smith, 1945
- Lobocheilos trangensis (Fowler, 1939)
- Lobocheilos unicornis Kottelat & Tan, 2008